# Ermengol VII d'Urgell
Ermengol VII d'Urgell   (1120 ↔ 1130 - Requena, 11 d'agost de 1184 (Gregorià)) anomenat Ermengol VII el de València , fou comte d'Urgell (1154-1184).

## Biografia
Fill d'Ermengol VI d'Urgell i la seva primer muller, Arsenda de Cabrera.
Es casà vers el 1157 amb Dolça de Foix, filla de Roger III de Foix i Ximena d'Osona, la qual va actuar de regent del comtat. D'aquest matrimoni nasqueren:
- l'infant Ermengol VIII d'Urgell (1158-1209), comte d'Urgell
- la infanta Marquesa d'Urgell, casada el 1194 amb Ponç III de Cabrera, vescomte de Cabrera

## Vida política
Sense cap possibilitat d'expansió territorial, se sentí més atret per les seves possessions castellanes, heretades de la seva àvia. Així, va passar bona part del seu regnat com a vassall de Ferran II de Lleó, del qual fou majordom i tinent d'un bon nombre dels castells de l'Extremadura lleonesa.
Va fundar la canònica de Bellpuig de les Avellanes vers el 1166 i va atorgar cartes de poblament a Agramunt el 1163 i a Balaguer el 1174. Així mateix, el 1164 va encunyar la moneda d'Agramunt, privativa del comtat. Així doncs, Agramunt fou considerada la capital econòmica del comtat.
El Gesta Comitum Barcinonensis indica que morí el 1184, junt amb el seu germà Galceran de Sales, prop de València. Segons Antonio Ubieto, tenint en compte que el comte Ermengol havia passat la major part de la seva vida al Regne de Lleó, i que aquell any el rei de Lleó i Ermengol eren a Ciudad Rodrigo, al capdavant d'una expedició per assetjar Càceres, la València on hauria mort el comte Ermengol fou Valencia de Alcántara.
Durant molt de temps, es va considerar que el seu sepulcre era dipositat a Bellpuig de les Avellanes i que l'any 1906 fou venut i traslladat als Estats Units, on formaria part de la col·lecció de The Cloisters de Nova York. No obstant això, ja l'any 1995 es va resoldre que el sepulcre tradicionalment considerat d'Ermengol VII és realment el d'Ermengol X.